# Karjala Cup 2011
17. edycja turnieju Karjala Cup została rozegrana w dniach 10-13 listopada 2011 roku. Wzięły w nim udział cztery reprezentacje: Czech, Szwecji, Finlandii i Rosji. Każdy zespół rozegrał po trzy spotkania, a łącznie odbyło się sześć spotkań. Pięć spotkań odbyło się w hali Hartwall Areena w Helsinkach, jeden mecz rozegrano się w szwedzkim Örnsköldsvik w hali Fjällräven Center. Zwycięzcą turnieju została reprezentacja Rosji.
Turniej był pierwszym, zaliczanym do klasyfikacji Euro Hockey Tour w sezonie 2011/2012.

## Wyniki
| 10 listopada 2011 | Rosja | 2:1 pk. | Finlandia | Hartwall Areena, Helsinki |

| Szczegóły          | Szczegóły                                     | Szczegóły                       | Szczegóły             | Szczegóły                                                                  |
| ------------------ | --------------------------------------------- | ------------------------------- | --------------------- | -------------------------------------------------------------------------- |
| Godzina: 17:30 CET | A. Radułow 12:33 (PP) J. Kuzniecow 65:00 (SO) | (1:0, 0:0, 0:1, d. 0:0, k. 1:0) | 40:22 (EQ) S. Vatanen | Widzów: 11.244 Sędzia główny: Sören Persson Sędziowie liniowi: Mikael Nord |

| 10 listopada 2011 | Szwecja | 2:5 | Czechy | Fjällräven Center, Örnsköldsvik |

| Szczegóły          | Szczegóły                                    | Szczegóły       | Szczegóły | Szczegóły                                                                           |
| ------------------ | -------------------------------------------- | --------------- | --- | ----------------------------------------------------------------------------------- |
| Godzina: 19:00 CET | A. Jämtin 26:14 (PP) J. Andersson 34:26 (EQ) | (0:1, 2:1, 0:3) | 02:34 (EQ) P. Nedvěd 21:42 (PP) J. Petružálek 42:40 (EQ) P. Nedvěd 45:12 (EQ) J. Novotný 45:53 (EQ) J. Petružálek | Widzów: 5.227 Sędzia główny: Wjaczesław Bułanow Sędziowie liniowi: Aleksiej Rawodin |

| 12 listopada 2011 | Szwecja | 1:4 | Rosja | Hartwall Areena, Helsinki |

| Szczegóły          | Szczegóły              | Szczegóły       | Szczegóły                                                                                    | Szczegóły                                                                   |
| ------------------ | ---------------------- | --------------- | -------------------------------------------------------------------------------------------- | --------------------------------------------------------------------------- |
| Godzina: 12:00 CET | C. Järnkrok 21:36 (EQ) | (0:2, 1:0, 0:2) | 06:22 (PP) A. Radułow 17:39 (PP) A. Radułow 57:48 (EQ) A. Pierieżogin 59:49 (EQ) S. Szyrokow | Widzów: 5.575 Sędzia główny: Jari Leppäalho Sędziowie liniowi: Jari Levonen |

| 12 listopada 2011 | Finlandia | 4:0 | Czechy | Hartwall Areena, Helsinki |

| Szczegóły          | Szczegóły                                                                               | Szczegóły       | Szczegóły | Szczegóły                                                                  |
| ------------------ | --------------------------------------------------------------------------------------- | --------------- | --------- | -------------------------------------------------------------------------- |
| Godzina: 15:00 CET | J. Immonen 03:29 (EQ) J. Immonen 20:25 (EQ) J. Pesonen 27:39 (EQ) J. Niskala 51:57 (PP) | (1:0, 2:0, 1:0) |           | Widzów: 11.814 Sędzia główny: Mikael Nord Sędziowie liniowi: Sören Persson |

| 13 listopada 2011 | Czechy | 1:2 | Rosja | Hartwall Areena, Helsinki |

| Szczegóły          | Szczegóły            | Szczegóły       | Szczegóły                                     | Szczegóły                                                                   |
| ------------------ | -------------------- | --------------- | --------------------------------------------- | --------------------------------------------------------------------------- |
| Godzina: 12:00 CET | P. Nedvěd 27:27 (PP) | (0:0, 1:0, 0:2) | 54:04 (PP) A. Radułow 59:50 (EQ) J. Kuzniecow | Widzów: 3.794 Sędzia główny: Antti Boman Sędziowie liniowi: Aleksej Rantala |

| 13 listopada 2011 | Finlandia | 3:4 | Szwecja | Hartwall Areena, Helsinki |

| Szczegóły          | Szczegóły                                                          | Szczegóły       | Szczegóły                                                                                       | Szczegóły                                                                |
| ------------------ | ------------------------------------------------------------------ | --------------- | ----------------------------------------------------------------------------------------------- | ------------------------------------------------------------------------ |
| Godzina: 16:00 CET | J. Immonen 05:14 (PP) S. Vatanen 39:15 (PP2) L. Komarov 48:58 (EQ) | (1:1, 1:3, 1:0) | 18:29 (PP) N. Danielsson 27:33 (EQ) M. Thörnberg 32:35 (PP) Ch. Bäckman 38:24 (SH) M. Thörnberg | Widzów: 12.195 Sędzia główny: Martin Fraňo Sędziowie liniowi: Jan Hribik |

## Klasyfikacja
| Lp. | Zespół    | M | Pkt | W | WpD | PpD | P | G + | G - | +/- |
| --- | --------- | - | --- | - | --- | --- | - | --- | --- | --- |
| 1   | Rosja     | 3 | 8   | 2 | 1   | 0   | 0 | 8   | 3   | +5  |
| 2   | Finlandia | 3 | 4   | 1 | 0   | 1   | 1 | 8   | 6   | +2  |
| 3   | Czechy    | 3 | 3   | 1 | 0   | 0   | 2 | 6   | 8   | -2  |
| 4   | Szwecja   | 3 | 3   | 1 | 0   | 0   | 2 | 7   | 12  | -5  |

Lp. = lokata, M = liczba rozegranych spotkań, Pkt = Liczba zdobytych punktów, W = Wygrane, WpD = Wygrane po dogrywce lub karnych, PpD = Porażki po dogrywce lub karnych, P = Porażki, G+ = Gole strzelone, G- = Gole stracone, +/- = bilans bramek

## Nagrody
Dyrektoriat turnieju wybrał trójkę najlepszych zawodników, po jednej na każdej pozycji:
- Bramkarz:  Konstantin Barulin
- Obrońca:  Ilja Nikulin
- Napastnik:  Jarkko Immonen
- Najlepiej punktujący:  Aleksandr Radułow (4 bramki + 1 asysta = 5 punktów)

Drużyna Gwiazd wybrana przez media:
- Bramkarz:  Konstantin Barulin
- Obrońcy:  Ilja Nikulin,  Sami Vatanen
- Napastnicy:  Mikael Granlund,  Jarkko Immonen,  Aleksandr Radułow